# Bracon morrisoni
Bracon morrisoni är en stekelart som beskrevs av Cameron 1886. Bracon morrisoni ingår i släktet Bracon och familjen bracksteklar. Inga underarter finns listade.